# Buono (martire)
San Buono (... – Roma, 1º agosto 260) è stato un prete e martire cristiano, come viene affermato nel Martirologio Romano del 1º agosto che rimanda alla cronaca di papa Stefano I.

## Agiografia
Secondo quanto riportato nella cronaca di papa Stefano I, sotto gli imperatori Valeriano e Gallieno, molti cristiani, a causa delle persecuzioni in atto, rinunciavano alla fede e si nascondevano; i due sovrani emanarono quindi una legge, secondo cui, chiunque avesse catturato un cristiano, avrebbe ottenuto tutti i suoi effetti personali e una carica all'interno della milizia romana. Allora, nel 259 d.C., Stefano, vescovo di Roma, riunito tutto il clero, così si rivolse ai cristiani: «Fratelli e compagni miei di battaglia, udiste gli ordini e i comandi diabolici che sono stati pubblicati. Se qualche cristiano sarà stato rivelato da un pagano, quegli riceverà ogni bene terreno dello stesso. Voi, dunque, fratelli, disprezzate i beni terreni, affinché conseguiate il regno celeste: non vogliate temere i principi del mondo, ma pregate il Signore Dio del Cielo e Gesù Cristo, suo figlio, che ci possono liberare dalle mani dei nemici e dalla crudeltà del diavolo, e accomunarci alla Loro grazia».
A queste parole il prete Buono rispose dicendo «Noi non tanto siamo preparati a lasciare i beni terreni ma anche a versare il sangue, a cagione del nome del Signore nostro Gesù Cristo, affinché così meritiamo di conseguire la Sua grazia» e facendo sì che tutto il clero si prostrasse ai piedi di Stefano.
Secondo il racconto agiografico, Valeriano e Gallieno inasprirono poi le persecuzioni e tramarono per uccidere Stefano. Gli atti del martirio documentano questi eventi: «Dopo molti giorni, Valeriano e Gallieno, affinché Stefano e il clero della Chiesa di Roma fossero inquisiti e puniti, comandarono a tal proposito. Allora accadde che dodici del clero romano fossero fermati, tra cui Buono, Fausto, Mauro, Primitivo, Calunnioso, Giovanni, Esusperante, Cirillo, Teodoro, Basilio, Castulo e Onorato, i quali, senza essere uditi, furono subito decapitati nella via Latina, presso la forma dell'acquedotto, i cui corpi furono raccolti e collocati presso i corpi di Iovine e Basileo, nella via Latina, nel principio di agosto del 260 d.C.».

## Culto

### Martirologio Romano
(Martirologio Romano, p. 132)

### Patronato
San Buono è il santo patrono dell'omonimo comune abruzzese. Qui nel 1752 giunsero le reliquie del santo dalle catacombe di Priscilla, situate lungo la via Salaria, quindi si tratta di un corpo santo, che furono collocate nella cripta della chiesa di San Lorenzo.